# Biblia górnołużycka
Biblia górnołużycka – protestancki przekład Pisma Świętego na język górnołużycki opublikowany w roku 1728. Pierwszy kompletny przekład Biblii w językach łużyckich.
Pełny tytuł: Biblia / To je, Zyle Szwjate Pißmo Stareho a Noweho Sakona, predy do njemskeje, wot D. Mertena Luthera, njetko pak do horneje Lużiskeje ßerskeje recże se wschitkej ßwjernosczu a prozu wot Njekotrych Evangeliskich Prjedarjow pschelożeny.

## Historia
Wydanie pełnego przekładu Biblii z roku 1728 poprzedziło wydanie Psałterza (1703), Nowego Testamentu przetłumaczonego przez Michała Frencla (1706), oraz fragmentów Starego  Testamentu (1719). 
Pracę nad przekładem pełnego wydania Biblii podjął zespół czterech pastorów. Byli to: Jan Běmar z Budestec, Matej Jokuš z Hbjelska, Jan Langa ze wsi Minakał oraz Jan Wawer ze wsi Bukecy. Głównym źródłem była Biblia Lutra oraz tekst grecki. Tłumaczenie porównano również z przekładami słowiańskimi: czeską Biblią kralicką (wydanie z 1613), polską Biblią gdańską (wydanie Amsterdam 1660) oraz słoweńską Biblią Jurija Dalmatina opublikowaną w 1584.
Praca nad przekładem odbywała się w latach 1716–1727 i trwała ponad 11 lat. W tym czasie duchowni spotykali się 45 razy na dwa, trzy dni, aby uzgodnić ostateczną wersję przekładu. Jak to wynika ze wstępu zespół dokonał gruntownej rewizji Nowego Testamentu Frencla, a Stary Testament przetłumaczył na nowo. Jednakże porównanie materiału frazeologicznego z Nowego Testamentu Michała Frencla oraz pełnego wydania z roku 1728  roku dowodzi że zmiany wprowadzone przez tłumaczy w Nowym Testamencie dotyczą przede wszystkim ortografii i fonetyki.
Protestancka Biblia górnołużycka jest pierwodrukiem Pisma Świętego w językach łużyckich. Ukazała się w roku 1728. Przekład  ten cieszył  się dużym uznaniem czytelników. W latach 1728–1905 ukazało się 11 pełnych wydań tej Biblii. Po roku 1905 wydano jedynie Ewangelię  według  Mateusza (1960) oraz Serbski Lekcionar (1997).
Dla kształtowania się literackiego języka górnołużyckiego Biblia ta stała równie wpływowa jak dla języka czeskiego Biblia kralicka czy dla polskiego Biblia Jakuba Wujka.